# Hector Dyer
Hector Monroe Dyer (ur. 2 czerwca 1910 w Los Angeles, zm. 19 maja 1990 w Fullerton w Kalifornii) – amerykański lekkoatleta sprinter, mistrz olimpijski z 1932 z Los Angeles.
Jako student Stanford University w 1930 zwyciężył w biegu na 220 jardów podczas akademickich mistrzostw USA (IC4A). Na igrzyskach olimpijskich w 1932 w Los Angeles biegł na 3. zmianie sztafety 4 × 100 metrów, która zdobyła złoty medal, w półfinale ustanowiła rekord świata wynikiem 40,6 s, a w finale poprawiła go na 40,0 s (w składzie: Robert Kiesel, Emmett Toppino, Hector Dyer i Frank Wykoff).
Po ukończeniu studiów pracował w przemyśle naftowym, następnie prowadził stację benzynową w Beverly Hills, a później pracował w biurach maklerskich w handlu ropą naftową.